# Hředle (Berouni járás)
Hředle település Csehországban, a Berouni járásban. Hředle Svatá, Zdice, Chlustina, Točník, Žebrák, Broumy és Březová településekkel határos. Lakosainak száma 408 fő (2024. január 1.).

## Népesség
A település lakosságának változását az alábbi diagram mutatja:
| Lakosok száma | 605  | 604  | 667  | 478  | 372  | 307  | 392  | 393  | 400  | 408  |
|               | 1869 | 1890 | 1921 | 1950 | 1980 | 2001 | 2017 | 2019 | 2022 | 2024 |